# John Petticoats
John Petticoats è un film muto del 1919 diretto da Lambert Hillyer sotto la supervisione di Thomas H. Ince.

## Trama
John Haynes, un boscaiolo soprannominato Hardwood, riceve la notizia di un'eredità che consiste in un negozio da modista che si trova a New Orleans. Ignorando il significato del termine "modista", scopre con raccapriccio che si tratta di un negozio per articoli di indumenti femminili. John si innamora di Caroline, la nipote di un giudice che sta per laurearsi e viene a comperare da lui l'abito di cerimonia. Ma, benché John sia vestito elegantemente, le sue maniere - rimaste rozze - respingono la ragazza.
La commessa del negozio, Rosalie, muore dopo aver tentato il suicidio da cui, all'inizio l'aveva salvata John che adesso viene accusato di essere il responsabile della morte della giovane. In realtà. Rosalie aveva avuto una storia finita infelicemente con Wayne Page, un ricco ma dissoluto corteggiatore di Caroline. L'uomo, una volta, aveva salvato John e quest'ultimo, per riconoscenza, tace sul rapporto di Page con Rosalie, il vero motivo del suicidio della ragazza. Caroline non vuole avere più niente a che fare con lui. Ma l'onore di John verrà riscattato da una lettera di Rosalie, dove lei rivela quello che è successo veramente: la lettera della morta induce Caroline ad accorgersi di essersi sbagliata nelle sue scelte e, finalmente, cede all'amore del rozzo, ma onesto, John dei boschi.

## Produzione
Alcune scene del film, che fu prodotto dalla William S. Hart Productions, vennero girate a New Orleans.

## Distribuzione

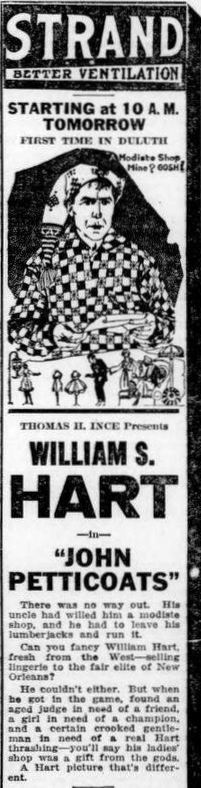
Pubblicità sul Duluth Herald (24 gennaio 1920

Il copyright del film, richiesto dalla Wm. S. Hart Productions, Inc., fu registrato l'8 settembre 1919 con il numero LP14179. Distribuito dalla Paramount Pictures (come Famous Players-Lasky Corporation), il film uscì nelle sale cinematografiche statunitensi il 2 novembre 1919.
Copie della pellicola sono conservate negli archivi della Library of Congress e del Museum of Modern Art.